# Leo Gebbink
Leo Gebbink, född den 9 januari 1968 i Zelhem, Nederländerna, är en nederländsk landhockeyspelare.
Han tog OS-guld i herrarnas landhockeyturnering i samband med de olympiska landhockeytävlingarna 1996 i Atlanta.